# Ernst von Keyserlingk
Friedrich Ernst Ewald von Keyserlingk (* 15. Januar 1743; † 21. Januar 1821 in Funkenhof) war ein preußischer Oberst und 
Chef des gleichnamigen Füsilierbataillons. 

## Leben

### Herkunft und Familie
Ernst war Angehöriger der kurländischen Freiherrn von Keyserlingk. Seine Eltern waren der Pfandherr auf Laschuppen, Hermann Christoph von Keyserlingk († 1755) und Margaretha Elisabeth, geborene von Heyking (1711–1806).

### Werdegang
Keyserlingk trat, um eine Offizierslaufbahn zu bestreiten, in die Preußische Armee ein. 1792 diente er bereits als Kapitän im Füsilierbataillon „von Schencke“ mit Garnison in Halle. Unter dem Befehl des Herzogs von Braunschweig nahm er am Ersten Koalitionskrieg teil und wurde nach der Belagerung von Mainz zum Major befördert, sowie am 26. Juli 1793 mit dem Orden Pour le Mérite ausgezeichnet. Von 1795 bis 1803 stand er mit seinem Bataillon am Rhein und in Westfalen. Im Herbst 1803 nahm er in Burg Garnison und konnte mit der Familie eine Reise nach Kurland unternehmen. Keyserlingk war spätestens 1805 zum Oberst avanciert. Am 6. Januar 1806 wurde er schließlich Chef seines Bataillons, das inzwischen in Hildesheim in Garnison lag.
Im Vierten Koalitionskrieg wurde Keyserlingk der Heeresabteilung von Generalleutnant von Winning zugeteilt und nach Fulda in Marsch gesetzt. Bei der Kapitulation bei Lübeck geriet er verwundet in französische Kriegsgefangenschaft, wurde jedoch auf ein Ehrenwort hin entlassen und begab sich nach Hildesheim zu seiner Familie. Mit der Gründung des Königreichs Westphalen begab sich Keyserlingk nach Brandenburg an der Havel. Im Jahr 1811 hat er endgültig seinen Abschied aus preußischen Diensten genommen und zog sich auf sein Erbgut Funkenhof in Kurland zurück.

### Familie
Keyserlingk vermählte sich 1784 im Kirchspiel Durben mit Franziska von Keyserlingk (1765–1838). Aus der Ehe gingen eine Tochter und ein Sohn hervor:
- Wilhelmine (1791–1859) ⚭ 1813 Baron Ferdinand von Rahden (1783–1857), Erbherr auf Klein Dfelden
- Hermann (* 6. Oktober 1793; † 27. Februar 1858), Dr. phil. und PD an der Universität Berlin, Schriftsteller,[7] ⚭ 1820 Dorothee von Zülow (1797–1874)[1]